# Troúlli
Troúlli (grec moderne : Τρούλλοι) est un village de Chypre de plus de 1 169 habitants.